# أوف ويركيوين
أوف ويركيوين (بالفرنسية: Ouve-Wirquin) هي بلدية تقع في إقليم باد كاليه من منطقة نور با دو كاليه في شمال فرنسا. تبلغ مساحة هذه المدينة 5.25 (كم²)، وترتفع عن سطح البحر 59 م، يبلغ عدد سكانها 538 نسمة حسب إحصاء المعهد الوطني للإحصاء والدراسات الاقتصادية سنة 2009 م. وترأس Jean-Claude Obert البلدية خلال فترة (2008-2014).